# Аргентинская кухня

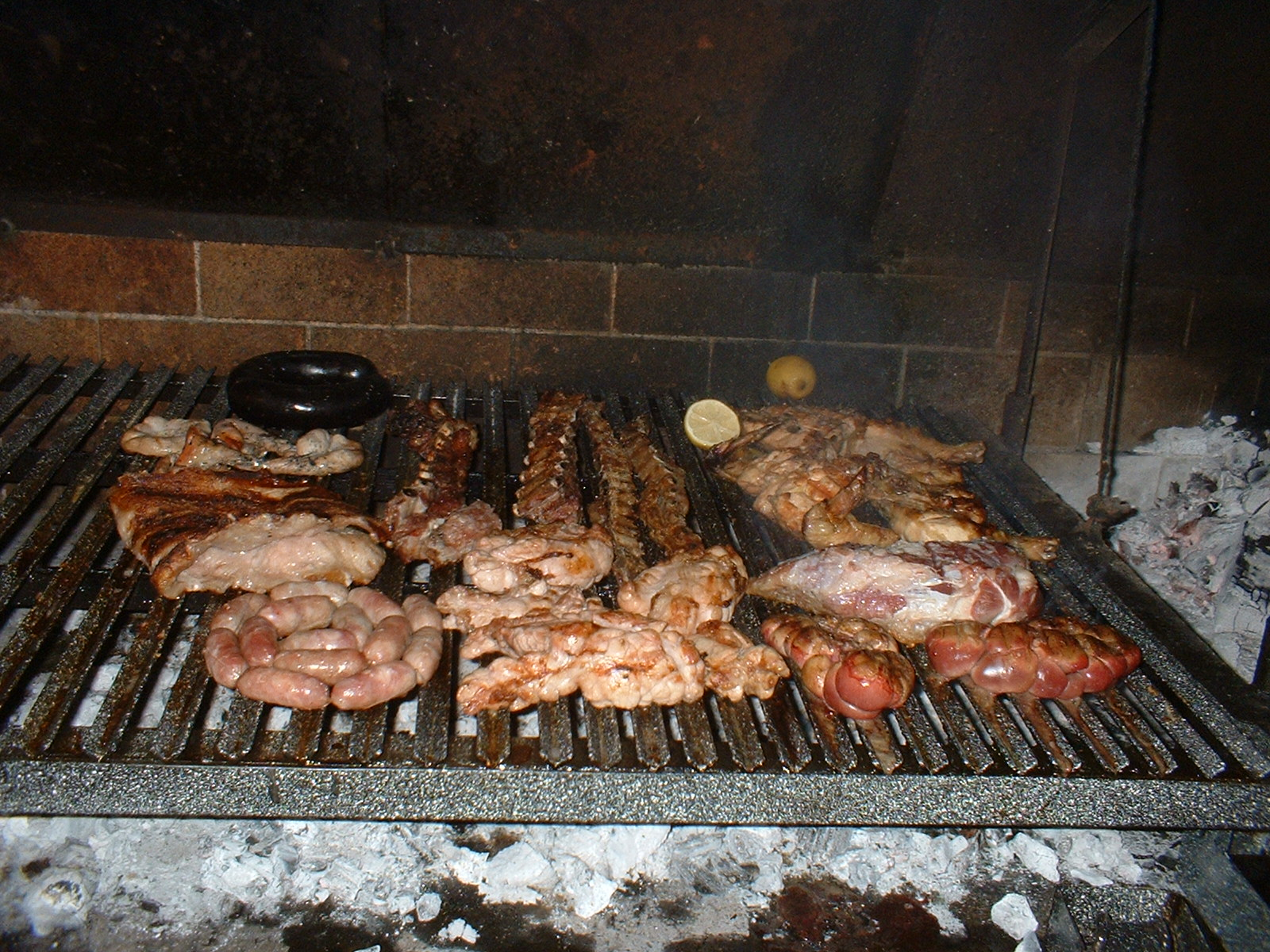
Асадо

Аргенти́нская ку́хня — совокупность традиционных блюд Аргентины. Она отличается значительным влиянием европейской кухни. Она сочетает черты итальянской и испанской кухни, индейских блюд, африканской и креольской кухни.

## Кухня разных регионов Аргентины
Учитывая гастрономические предпочтения населения, территорию Аргентины можно разделить на четыре части:
- северо-запад (провинции Сальта, Жужуй, Тукуман, Ла-Риоха);
- северо-восток (провинции Корриентес, Чако, Мисьонес, Формоса, значительная часть Энтре-Риос, север Санта-Фе, восток Сантьяго-дель-Эстеро);
- центр (провинции Буэнос-Айрес, Кордова, центр и юг Санта-Фе, Ла-Пампа, часть Энтре-Риос);
- юг (провинции Неукен, Рио-Негро, Чубут, Санта-Крус, Огненная Земля).

### Северо-запад
Так как северо-западная часть Аргентины была менее подвержена влиянию эмигрантов, она сохранила древние доиспанские традиции. Именно поэтому в рационе до сих пор играют значительную роль традиционные маис, картофель, перец, плоды рожкового дерева (исп. taco) и ятоба. Также из овощей имеют значение киноа, амарант, фасоль, помидоры, тыквы, авокадо, чайот.
Как и в других регионах Аргентины, важнейшим продуктом питания является говядина, но наряду с ней в пищу употребляют также местных животных, в частности ламу, и завезённых испанцами: коз, овец, свиней. Из всех этих животных делают колбасы, пучеро, эмпанады, чарки и чаркикан,  готовят асадо.
Традиционными блюдами северо-запада является эмпанады и локро, а также кукурузный пирог тамаль и умиты, запечённые в кукурузном листе.
Так как этот регион имеет значительные площади виноградников, вино является важной частью рациона его населения. Также пьют местный вид пива под названием алоха.
Также здесь готовят разнообразные сладости из батата, айвы, чайота, блины пата, десерты боланчао и аньяпа, козьи сырки с мёдом, амброзию.

### Северо-восток
Северо-восточная зона отмечена значительным влиянием индейцев гуарани. Основными продуктами питания здесь являются маниока, рис, пресноводная рыба, которой полны реки Парана и Уругвай, и напиток мате.
Традиционными блюдами являются чипа из маниоки, юкки, сыра, яиц, сала и соли, мбеху на основе маниоки и сока юкки, бульон ревире, парагвайский суп. Также распространены эмпанады, которые здесь часто готовят из риса.
В пищу употребляют асадо — запечённое на камнях мясо капибар, кайманов, зебу, коров.
В регионе растёт большое количество фруктов, поэтому традиционным является употребление их соков и мёда, кокосов, сердцевины пальмы. Также на мероприятиях принимают сок кактуса уклея.
Провинции Корриентес и Мисьонес являются крупнейшими производителями мате. Здесь его пьют в виде терере — в смеси с травами, хвощом, льдом, цитрусовыми соками, алкогольным напитком канья и тому подобным. Пьют мате из калабасов или поронго — специальных высушенных тыкв.

### Центр
Центральный регион подвергся значительному влиянию европейской культуры, особенно итальянцев. Сейчас почти ничего не осталось от традиционной кухни гаучо, кроме асадо, дульсе де лече, локро (locro), мате, блинов, пирожков и рисовой каши с молоком.
В этой части Аргентины больше всего употребляют мяса (особенно говядины) в виде асадо, отбивных по-милански (исп. milanesas), эскалопа, бефстроганова и чурраско (churrasco) — мяса, поджаренного на углях.
Итальянское происхождение имеют популярные здесь пицца и макароны. Итальянские иммигранты придумали свой рецепт пиццы — фугацца, она отличается пышным коржом, в качестве начинки используется лук и много сыра. 
Макароны также часто заправляются сыром рикотта, который также используется во многих аргентинских десертах, и томатным соусом туко. Также с севера Италии происходят популярные в Аргентине каша полента и мясное оссобуко.
Ещё одним популярным в центре Аргентины блюдом является фаина (исп. Fainá) — пирог из муки турецкого гороха (нута) на оливковом масле. Как и в других частях Аргентины, в центре едят эмпанады.
Под влиянием испанцев в аргентинской кухне появились такие десерты, как чуррос, ансаимаза, альфахоры, торрихы, пончики-бунюэли (buñuelo), такие блюда, как тортилья, тефтели, мондонго, крокеты, хамон и многие другие. Также из Испании происходит распространённая сладость Аргентины — дульсе де лече (исп. dulce de leche) — варёное сгущённое молоко.
Влияние французской кухни можно отметить в таких распространённых блюдах, как омлет (или яичная тортилья), и во многих холодных закусках.
Под влиянием англичан стали популярными налистники (исп. panqueques) и хлебцы эсконес, а также чай.
Из русской кухни в Аргентину пришёл салат оливье, который здесь называют просто русским салатом.
Влияние немецкой кухни наиболее заметно в сладостях, в частности круассанах (исп. medialunas), берлинских пончиках (исп. borla de fraile), сладких рулетах (исп. piononos).

### Юг
Атлантическое побережье позволяет наслаждаться многообразием и огромным количеством продуктов океанической рыбы, которые используют для приготовления асадо, паштетов и касуэл. Кроме рыбы и говядины, на юге Аргентины употребляют свинину, козлятину, баранину, оленину.
Перед появлением испанцев индейцы употребляли в пищу мясо гуанако, броненосцев, страусов нанду, куропаток и вискашей. Мясо готовили под горячими камнями, заправляя перцем и солью. Только в XIX веке начали варить мясо вместе с овощами. Также традиционными блюдами были ньяко (мука из пшеницы, кукурузы и ячменя), хлеб из семян араукарии, приправа меркен, сладости льяо-льяо, фрукты.
В этом регионе, кроме влияния итальянской и испанской кухни, можно отметить влияние кухни скандинавских стран и центральной Европы. Валлийцы, осевшие в Чубуте, привнесли чёрные торты и сыр Чубут. 
Центральноевропейские эмигранты распространили рецепты десертов и сладостей из фруктов и шоколада.
Чилийские иммигранты привезли такие блюда, как куранты и милкао.
Традиционными напитками являются пиво, мате, белое вино типа торронтес.

## Десерты
Самые известные десерты в аргентинской кухне  — Дульсе де лече (исп. dulce de leche) — изготовлены из молока и сахара (варёное сгущённое молоко) и похожи на карамель, альфахоры (исп. alfajor) — пироги, начинённые дульсе де лече и политые шоколадом, и фланы — что-то вроде пудинга, политого дульсе де лече. 
Другой десерт — толстый кусок сыра с кусочком желе из айвы или из батата — queso con dulce. Конечно, в зависимости от региона в десерты добавляют большое количество фруктов.

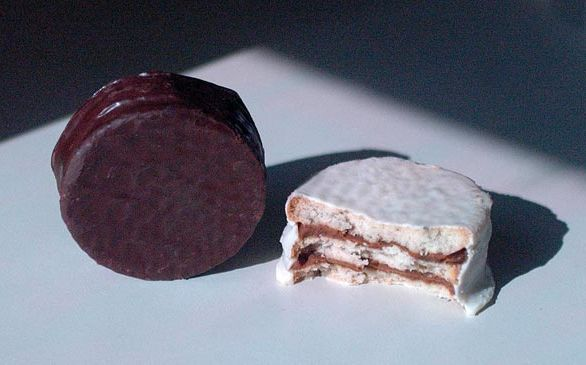
Печенье альфахор

Другие сладости — круассаны (исп. medialunas), берлинские пончики (исп. borla de fraile), сладкие рулеты (исп. piononos).
Также традиционными десертами являются пирог пастафрола, бисквиты, кексы, чёрный торт Шварцвальд (исп. Torta de la Selva Negra), яблочный штрудель, флан, разнообразные фруктовые салаты, пудинги (исп. Budín), тарт, взбитые сливки (шантильский крем), десерт балькарке, пеиско, мантеколь, печенье, карамель и тому подобное.
Масаморра (исп. mazamorra) — сельский десерт на основе маиса, воды, сахара и ванили, также распространён вариант с молоком. Ранее в Буэнос-Айресе на рынке его продавали освобождённые рабы. Существует легенда, что их масаморра была лучшей, поскольку перевозили её на лошадях, что способствовало более тщательному её приготовлению, потому что десерт при такой перевозке хорошо взбалтывался. В северных провинциях Корриентес и Мисьонес этот десерт называли кагийи (исп. caguiyi), в Сантьяго-дель-Эстеро — апи (англ. api). В провинции Корриентес масаморру употребляли с мёдом, который индейцы гуарани собирали в лесу. Масаморру с мёдом и без молока употребляли на севере страны ещё до появления испанских завоевателей.
Альфахор (исп. alfajor) — круглое печенье с начинкой, рецепт которого был привезён из Испании, где оно известно, по крайней мере, с XVIII века. Обычно состоит из двух или более печений, соединенных сладкой начинкой, обсыпанных шоколадом, кокосовой стружкой, глазурью или сахарной пудрой. В качестве начинки (промазки) используется сладкое молоко или мед, фруктовое желе, шоколадный мусс и др.

## Напитки
Традиции пивоварения в стране заложены немцами, основавшими здесь пивной завод Quilmes.

На северо-западе также пьют местный вид пива под названием алоха.
На юге традиционными напитками являются пиво, белое вино типа торронтес, мате.
Мате пьют в виде терере — в смеси с травами, хвощом, льдом, цитрусовыми соками, алкогольным напитком канья и тому подобным. Пьют мате из калабасов или поронго — специальных высушенных тыкв.

### Вина
Первые виноградные лозы были посажены в аргентинской провинции Мендоса в 1566 году. Вино Мендосы перевозилось до Буэнос-Айреса на мулах много дней, что не могло способствовать сохранению качества вина. Лучшие вина завозились тогда из Испании и Португалии, что вызывало волны возмущения у винных производителей Мендосы, они даже неоднократно обращались по этому поводу в испанский суд, но их требованиям никогда не придавали внимания.
Когда в 1885 году в Мендосе была открыта железная дорога, винную продукцию стали транспортировать поездами, вследствие чего качество вина улучшилось.
Хотя на провинцию Мендоса и приходится 70 % производства всего аргентинского вина, в провинциях Сан-Хуан, Ла-Риоха, Сальта и Рио-Негро также делают прекрасные вина.
Сейчас виноград выращивают в засушливом районе в предгорьях Анд, на севере провинции Сальта и в части провинции Чубут в Патагонии (равнина с высотами от 600 до 800 метров над уровнем моря). Высота равнины гарантирует суровость зим, что необходимо этим растениям. Дождь в провинции — большая редкость, чаще случается град, который за несколько секунд может полностью уничтожить виноградник.
Для полива виноградников создаётся система каналов. Чтобы противостоять палящему солнцу, растения подрезают так, чтобы виноград мог созревать под листьями.
Аргентина является производителем лучших красных вин во всей Южной Америке, так знаменитое аргентинское вино Мальбек делается в Мендосе. Самым известным среди белых вин считается ароматное Торронтес, которое делают в провинциях Ла-Риоха и Сальта.

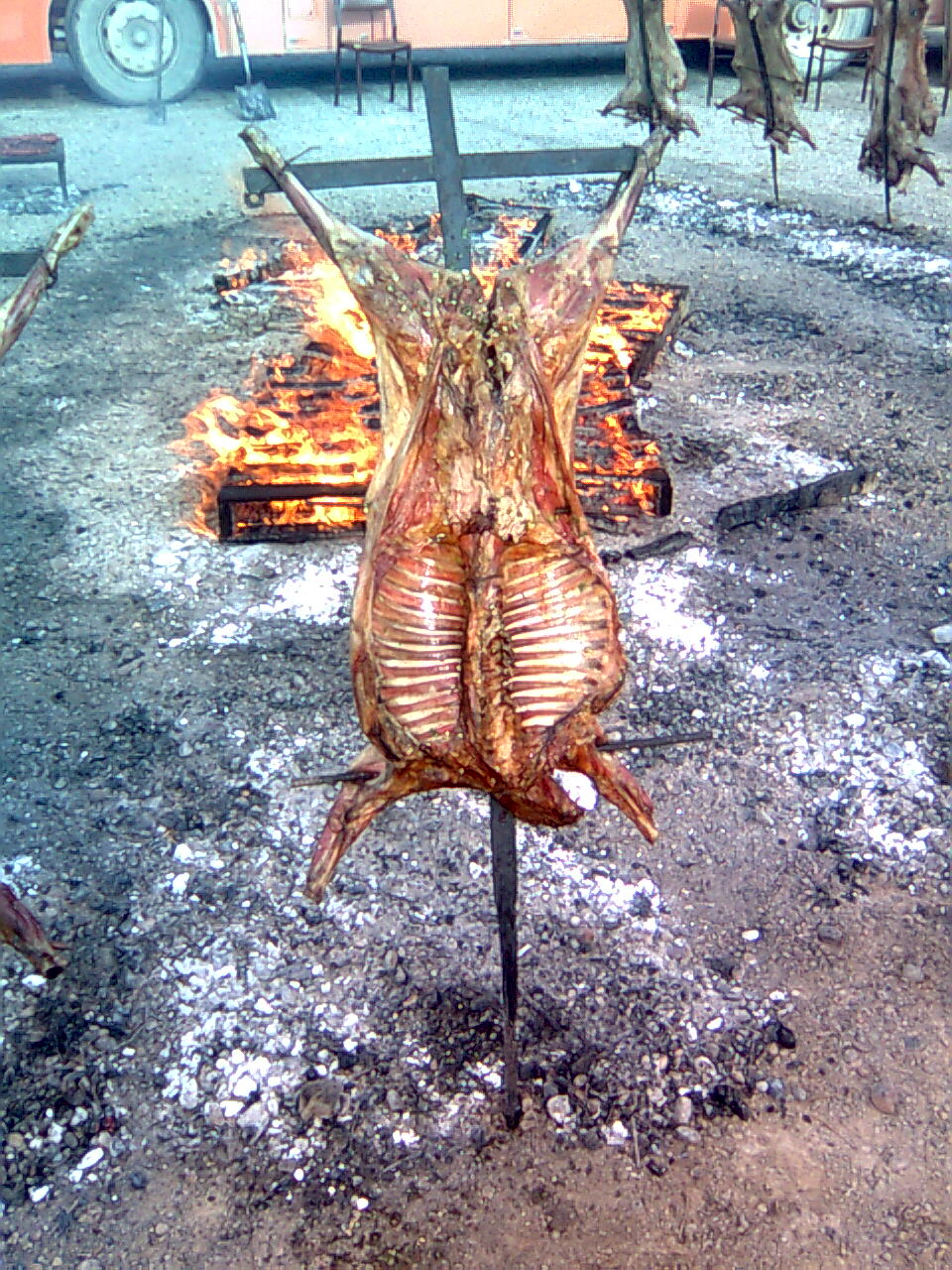
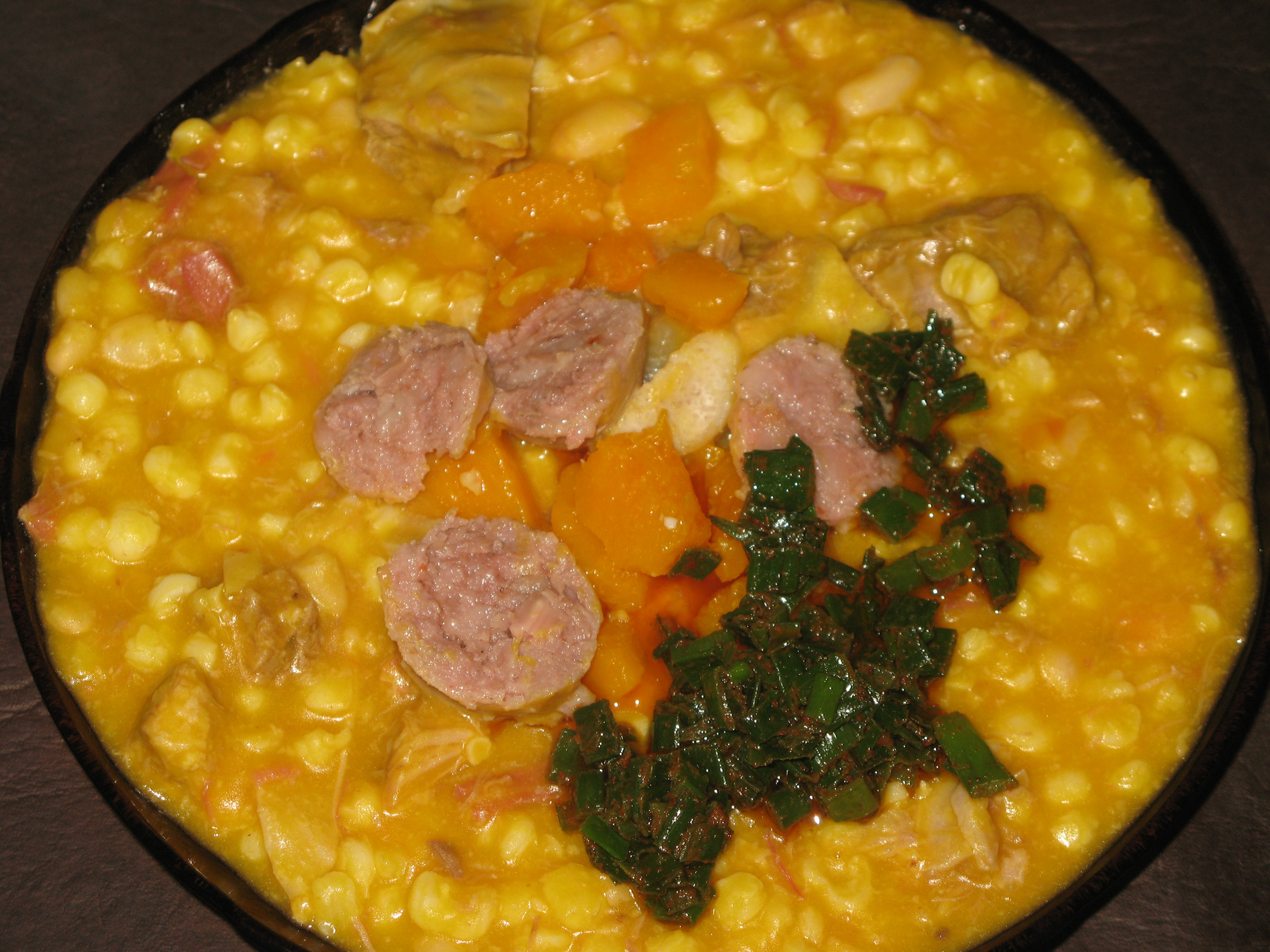
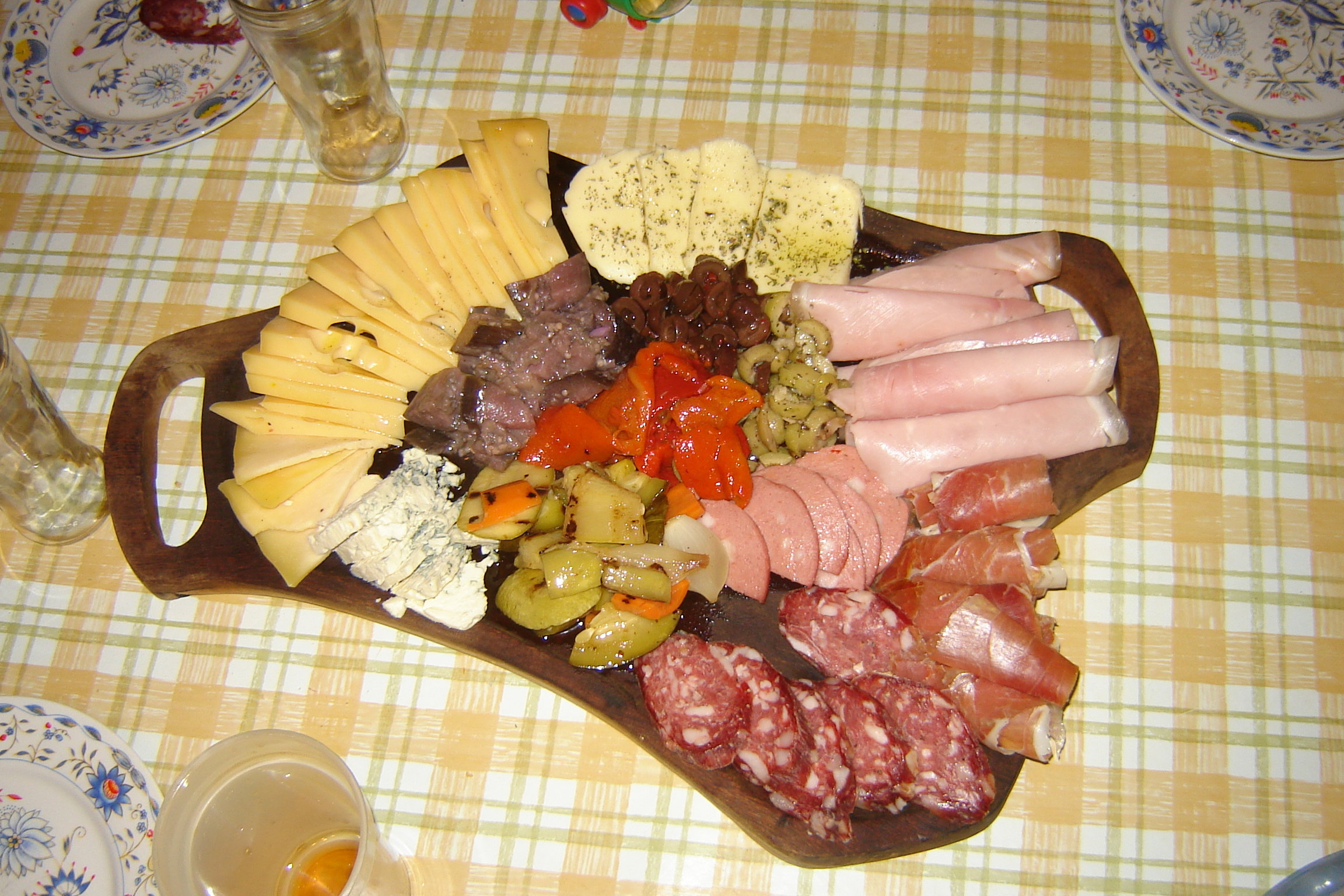
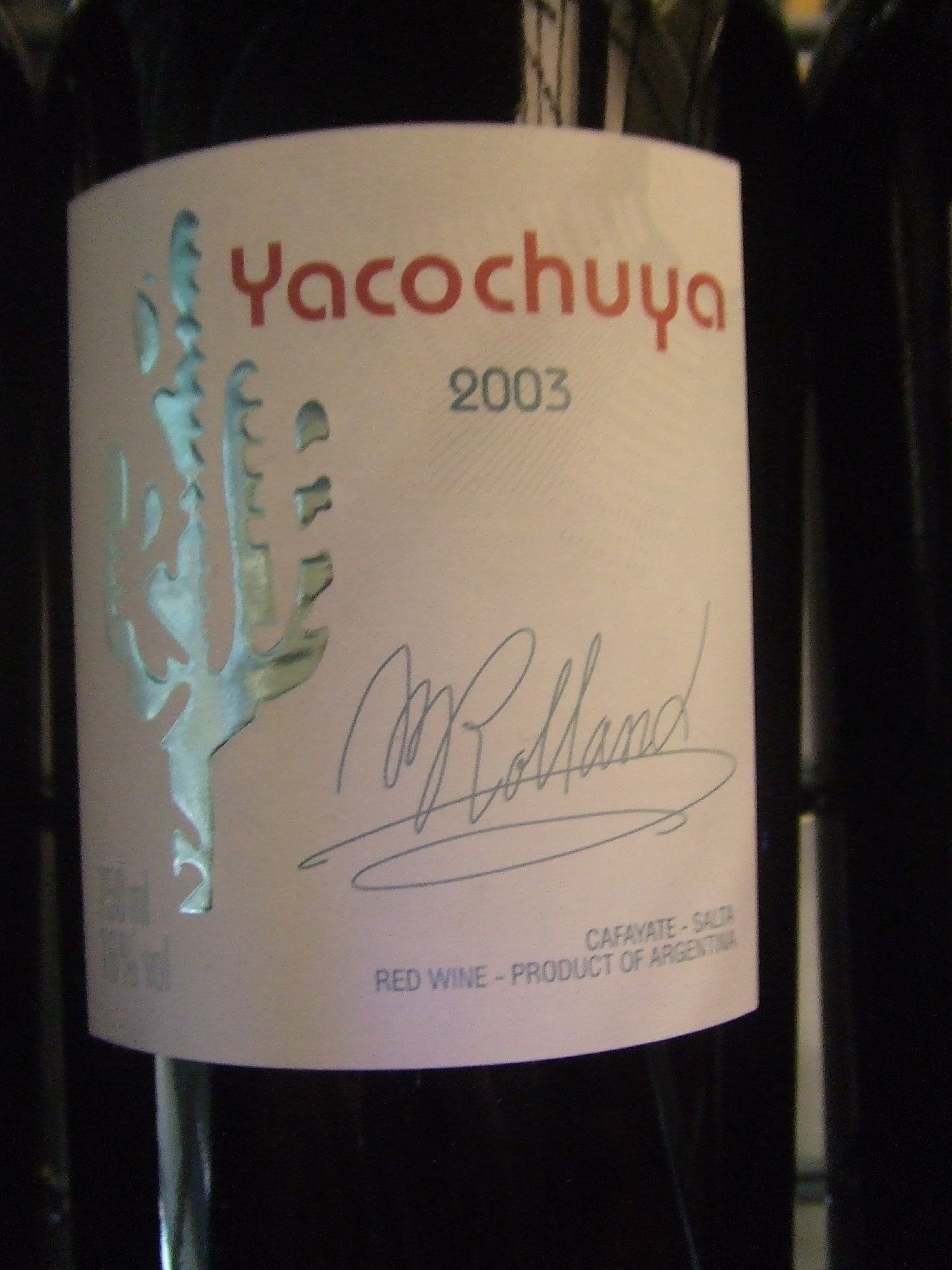
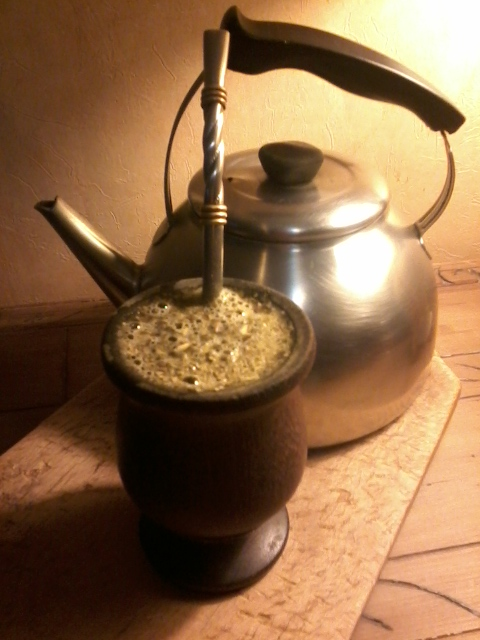
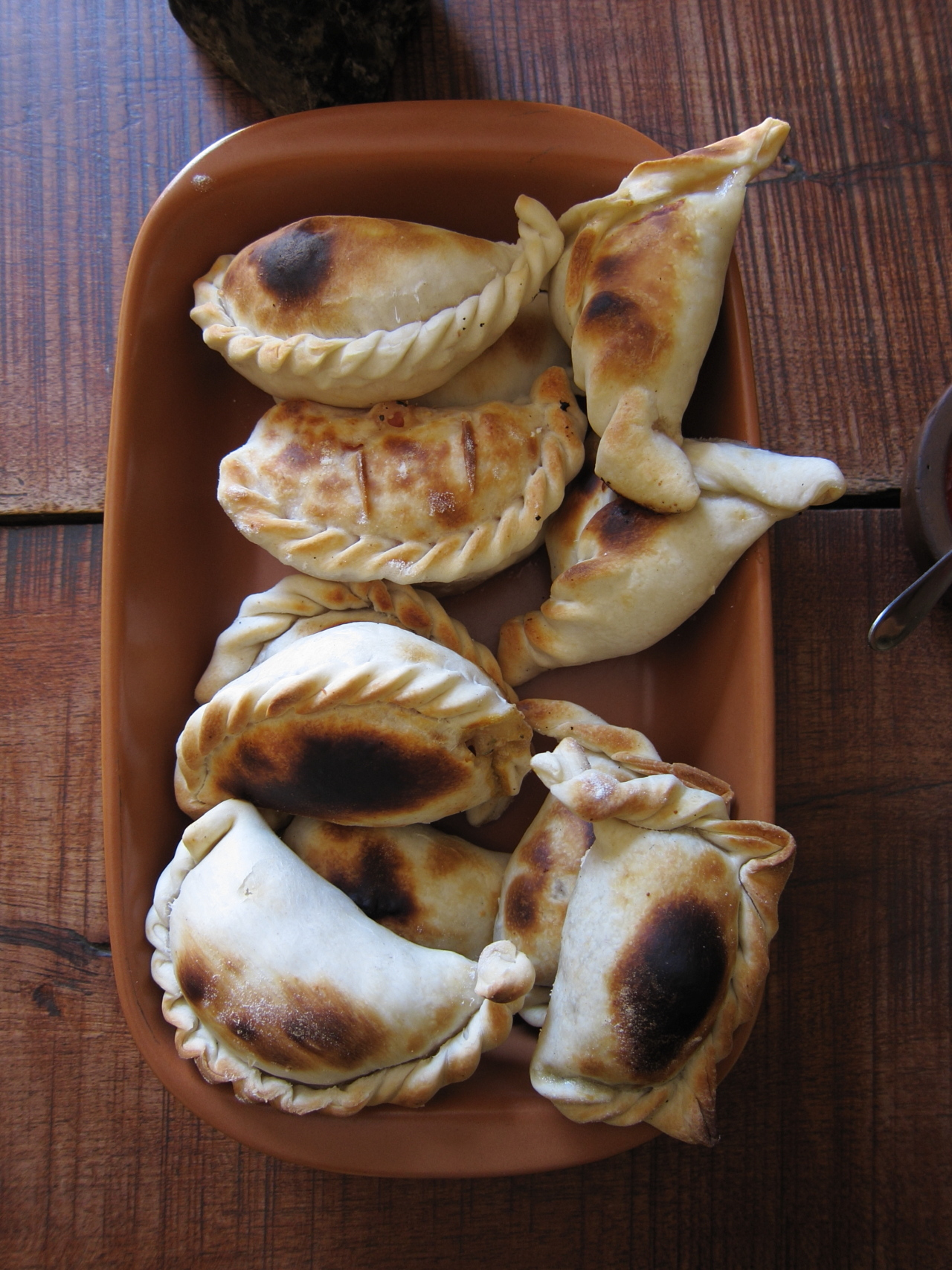
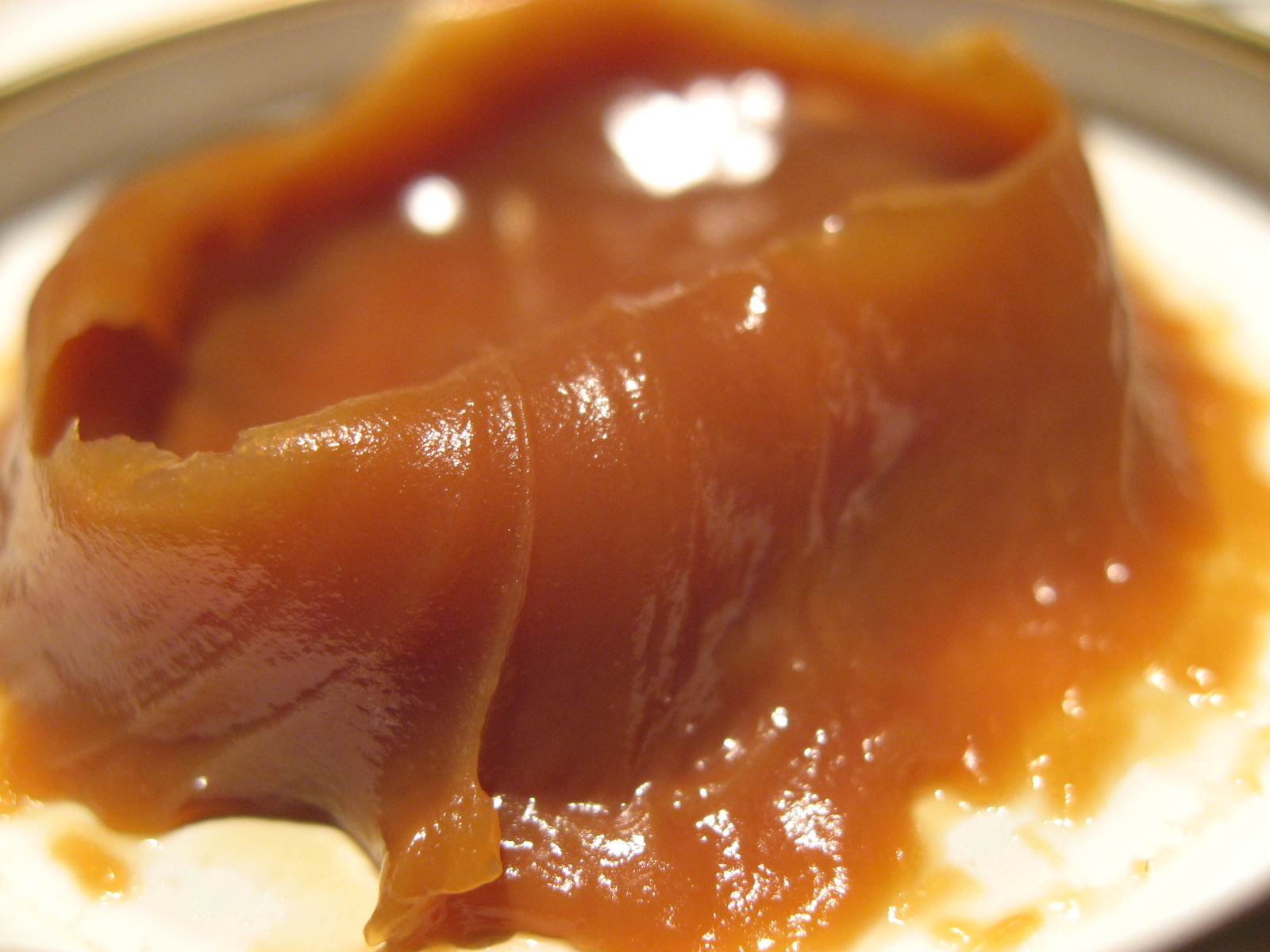